# Bruno Fratus
Bruno Giuseppe Fratus (* 30. Juni 1989 in Macaé, Rio de Janeiro) ist ein brasilianischer Schwimmsportler, der sich auf die kurzen Freistil-Strecken spezialisiert hat. Über 50 m Freistil wurde er Olympiavierter in London 2012 und gewann er bei Weltmeisterschaften drei Medaillen.

## Erfolge
Bei den Schwimmweltmeisterschaften 2011 in Shanghai wurde Fratus Fünfter über 50 m Freistil in 21,96 Sekunden; Weltmeister wurde sein Landsmann César Cielo in 21,52 s. Bei den Panamerikanischen Spielen desselben Jahres im mexikanischen Guadalajara sprangen für ihn zwei Goldmedaillen in den Staffeln und eine silberne über 50 m Freistil heraus. Bei Olympia 2012 verfehlte er auf seiner Spezialstrecke mit 21,61 Bronze nur um zwei Hundertstelsekunden gegenüber César Cielo.
Im Frühjahr 2013 unterzog Fratus sich einer Schulteroperation, weswegen er eine insgesamt zweijährige Wettkampfpause einlegen musste.
Er kam wieder, u. a. bei den Südamerikaspielen 2014 in Santiago de Chile, wo er Gold über 50 m Freistil holte. Seinen bis dahin größten Erfolg konnte er dann bei den Weltmeisterschaften 2015 im russischen Kasan feiern, als er in 21,55 s über 50 m Freistil Dritter hinter Florent Manaudou (21,19) und dem Nathan Adrian (21,52) wurde.
Bei den Weltmeisterschaften 2015 und 2017 gewann er über seine Paradestrecke mit Zeiten von 21,51 s und 21,45 s jeweils die Silbermedaille hinter Caeleb Dressel.
Bei den Olympischen Spielen in Toyko 2020 gewann Fratus mit einer Zeit von 21,57s über 50 Meter Freistil die Bronze-Medaille.